# Riccardo Fogli
Pour les articles homonymes, voir Fogli.
Riccardo Fogli né à Pontedera, dans la Province de Pise le 21 octobre 1947 est un chanteur italien.

## Biographie

### Début de carrière
Riccardo Fogli est né le 21 octobre 1947 à Pontedera dans la province de Pise. Dans les années 1960, il devient fan des Beatles et décide de commencer sa carrière de chanteur.
En 1964, à l'âge 17 ans il rejoint en tant que bassiste le groupe toscan Slender et deux ans plus tard, il devient le chanteur principal du groupe Pooh.
En 1973, il commence une carrière solo tout en continuant à interpréter des chansons avec les Pooh, plus particulièrement le morceau Giorni cantati.
En 1973, il publie son premier album Ciao amore come stai (Bonjour amour comment tu vas), suivi en 1976 de son deuxième album Riccardo Fogli dont émerge la chanson Mondo (Monde). Cependant, ce n'est qu'au début des années 1980 qu'il trouve finalement son vrai style.

### Les années 1980
Les années 1980 sont l'apogée de la réussite pour Riccardo Fogli. Durant cette période il gagne en popularité et en 1981, publie un de ses plus célèbres morceaux Malinconia (mélancolie).
En 1982, il remporte le Festival de Sanremo avec  "Storie di tutti i giorni" (histoires de tous les jours). Cette chanson sera reprise en 1995 en français par Hervé Vilard sous le titre "La vie est belle, le monde est beau". Depuis lors, Riccardo Fogli devient connu mondialement  et son album  Collezione (Collection) atteint 1 million d'exemplaires vendus en Europe occidentale, Japon et Russie où il est devenu particulièrement populaire.
En 1983, Riccardo Fogli a participé au concours Eurovision de la chanson avec « Per Lucia » (pour Lucie) et a terminé à la 11e place avec 41 points.
Malgré le succès de deux 45 tours Storie di tutti i giorni  (CBS 1982) et dans une moindre mesure Per Lucia (Carrère, 1983), il n'a pas réussi à s'imposer en France.
Il était marié à la chanteuse italienne Viola Valentino de laquelle il a divorcé dans les années 1990.
À l'occasion du 50e anniversaire d'activité, Riccardo Fogli rejoint à nouveau avec Stefano D'Orazio le groupe Pooh et annoncent sa dissolution à la fin des derniers concerts anniversaire .

## Discographie

### Albums
- Ciao amore, come stai (1973)
- Riccardo Fogli (1976)
- Il sole, l'aria, la luce, il cielo (1977)
- Io ti porto via (1978)
- Che ne sai (1979)
- Alla fine di un lavoro (1980)
- Campione (1981)
- Collezione (1982)
- Compagnia (1982)
- Il primo Riccardo Fogli (Collection) (1982)
- Torna a sorridere (1984)
- 1985 (1985)
- Le infinite vie del cuore (1987)
- Storie di tutti i giorni (Collection) (1987)
- Amore di guerra (1988)
- Non finisce così (1989)
- Sentirsi uniti (1990)
- A metà del viaggio (1991)
- Canzoni d'amore (Collection) (1991)
- Teatrino meccanico (1992)
- Mondo (Collection) (1992)
- Nella fossa dei leoni (1994)
- Fogli su Fogli (Unplugged) (1995)
- Romanzo (1996)
- Greatest Hits (1997)
- Ballando (1998)
- Matteo (Reprises de 1976) (1999)
- Il mondo di Riccardo Fogli (Collection) (1999)
- Storie di tutti i giorni (Live) (2002)
- Il Vincitore - Musicfarm (2004)
- Storie d'amore (Anthology + 3 unreleased) (2004)
- Ci saranno giorni migliori (2005)
- Riccardo Fogli (Book + CD) (2008)

### Singles
- Zan zan \ I 10 comandamenti dell'amore (1970)
- Due regali \ Oh Mary (1973)
- Strana donna \ La prima notte senza lei (1973)
- Complici \ Strana donna (1974)
- Amico sei un gigante \ Una volta di più (1974)
- Guardami \ Gente per bene (1975)
- Mondo \ Finito (1976)
- Ti voglio dire \ Viaggio (1976)
- Stella \ Anna ti ricordi (1977)
- Ricordati \ Paola (1977)
- Io ti porto via \ Si alza grande nel sole, la mia voglia di te (1978)
- Che ne sai \ Come una volta (1979)
- Pace \ Che amore vuoi che sia (1979)
- Ti amo però \ È l'amore (1980)
- Scene da un amore \ Angelina (1980)
- Malinconia \ La strada (1981)
- Storie di tutti i giorni \ L'amore che verrà (1982)
- Compagnia \ Piccoli tradimenti (1982)
- Per Lucia \ Altri tempi (1983)
- Torna a sorridere \ Diapositive (1984)
- Sulla buona strada \ Greta (1985)
- Voglio sognare \ Tempi andati (1985)
- Dio come vorrei \ Buone vibrazioni (1985)
- Amore di guerra (1988)
- Non finisce così \ Delicata (1989)
- Ma quale amore \ È tempo per noi (1990)
- Io ti prego di ascoltare \ "A metà del viaggio (1991)
- In una notte così \ Un'altra volta te (1992)
- Voglio le tue mani \ Se il cuore non contasse niente, uomini col borsello (1992)
- Storia di un'altra storia (1993)
- Quando sei sola (1994)
- Ci saranno giorni migliori (2005)